# Geoalkalibacter
Geoalkalibacter ist eine Gattung von Bakterien, deren Arten in alkalischen und salzhaltigen Umgebungen wie Sodaseen und unterirdischen Öllagerstätten vorkommen. Es handelt sich um elektroaktive Mikroorganismen, die durch extrazellulären Elektronentransfer (EET) unlösliche Mineralien wie Eisen(III)- und Mangan(IV)-Verbindungen als Elektronenakzeptoren nutzen können. Vertreter sind zudem in der Lage, Elektronen außerhalb der Zelle von externen Oberflächen aufzunehmen. Die Aufnahme der Elektronen kann im Labor auch direkt von einer Kathode und die Abgabe an eine Anode erfolgen. Hierdurch sind sie für Anwendungen in der Biotechnologie und Umwelttechnik von Interesse.

## Merkmale
Die Zellen aller Arten der Gattung Geoalkalibacter sind kurz, gerade oder manchmal leicht gebogene, bewegliche oder unbewegliche Stäbchen. Sie treten einzeln, in Paaren oder in kurzen Ketten auf. Einige Arten sind durch 1–3 polare oder seitlich angeordnete Flagellen begeißelt. Die Zellwand hat eine typische Gram-negative Struktur, es ist also eine äußere und eine innere Membran vorhanden, dazwischen befindet sich eine Schicht von Murein.

## Stoffwechsel und Wachstum
Optimales Wachstum erfolgt je nach Art bei einem pH-Wert von 6–11,5 und einer Salzkonzentration von bis zu 100 g/L NaCl, abhängig von der Art. Dies weist auf den Fundort hin, Sodaseen mit hohen pH-Werten und Salzgehalt. G. ferrihydriticus ist diazotroph, die Art nutzt Distickstoff (N2) als einzige Stickstoffquelle. Sie verfügt über das Schlüsselgen für die Stickstofffixierung, das Nitrogenase kodiert.
Die Fähigkeit anderer Arten, mit N2 als einziger Substanz zu wachsen, wurde noch nicht getestet (Stand 2023).
Die zu Geoalkalibacter gehörende Arten sind, was den Stoffwechsel angeht, sehr flexibel.
Geoalkalibacter-Arten können durch Nutzung von Wasserstoff, organische Säuren (wie Acetat, Lactat, Pyruvat), Alkohole (z. B. Ethanol) und Peptiden Elektronen requirieren und durch den Transfer entlang einer Elektronentransportkette Energie gewinnen. Die genannten Verbindungen dienen also als Elektronendonatoren ("Elektronenspender"), und die Elektronen werden nach der Nutzung an sogenannte Elektronenakzeptoren abgegeben. Geoalkalibacter kann hierzu Eisen(III)-Verbindungen, Mangan(IV)-oxid (MnO2) oder Schwefelverbindungen nutzen. Man spricht hierbei von der Eisen-, Mangan- bzw. Schwefelatmung.

### Exoelektrogene Prozesse
Geoalkalibacter-Arten zählen zu den elektroaktiven Mikroorganismen. Dies ist eine Gruppe von Bakterien, die in der Lage sind, die bei der Energiegewinnung genutzten Elektronen direkt von ihren internen Stoffwechsel auf außerhalb der Zelle liegende feste Oberflächen zu übertragen. Arten von Geoalkalibacter zeigen hierbei die bidirektionale extrazelluläre Elektronenübertragung. Das bedeutet, dass sie einmal Elektronen nach außen an Mineralien abgeben können (exoelektrogene Prozesse), und dass sie andererseits auch externe unlösliche Mineralien als Elektronenspender (Elektronendonatoren) für ihre Stoffwechselprozesse nutzen können, was den Ausdruck „bidirektional“ rechtfertigt.
Beispielsweise kann G. ferrihydriticus Eisen(II)-haltige Mineralien wie Biotit, Glaukonit, Siderit oder Grünrost mit Nutzung von Acetat oder Ethanol oxidieren, also Elektronen von diesen Mineralien gewinnen. Aus den Mineralien wird hierdurch Magnetit gebildet.
Andererseits können Geoalkalibacter-Arten auch beim Stoffwechsel gebildetes Eisen(III) an nicht-lösliche Mineralien außerhalb abgeben. So werden die Eisen(III)-haltige Mineralien Ferrihydrit und Magnetit als äußere Elektronenakzeptoren genutzt und reduziert.
Im Labor kann Geoalkalibacter spp. Elektronen auch direkt von einer externen Kathode aufnehmen und für die Energiegewinnung nutzen. Elektronen fließen hierbei von der Kathode über Elektronentransportproteine (z. B. Cytochrome) in die Zelle, wo sie an biochemische Stoffwechselwege gekoppelt werden. Die Kathode dient also als Elektronenspender (Elektronendonator). Des Weiteren kann eine Anode zur Abgabe von Elektronen genutzt werden. Das Bakterium leitet hierbei die im Stoffwechsel genutzten Elektronen mit Hilfe von Reduktionsäquivalenten nach außen. Das außen liegende Fe3+ wird hierbei zu Fe2+ reduziert. Das Fe3+ ist hierbei also der terminale Elektronenakzeptor. Die Elektronen werden durch spezielle Cytochrome über die Zellmembran an die äußere Umgebung übertragen. Im Labor geschieht dies auch direkt über eine Anode, welche dann als Akzeptor dient. G. ferrihydriticus benutzt hierbei elektrisch leitfähige fadenförmige Anhänge, sogenannte E-Pili, zur Übertragung.
Geoalkalibacter-Arten können auch Ethylendiamintetraessigsäure (EDTA), eine chelatisierende Verbindung für die Nutzung von Fe(III)-Ionen nutzen. Das Fe(III) wird hierbei durch das EDTA in Form eines Fe(III)-EDTA-Komplexes vom Mineral gelöst. Wenn das Bakterium diesem Komplex nah genug ist, wird er von ihm als außen liegender Elektronenakzeptor  benutzt. In Laborstudien wird EDTA zusammen mit einer Fe(III)-Quelle in das Kulturmedium gegeben. Der Komplex bildet sich dort spontan.
Es sind nicht viele Bakterien bekannt, die zu der bidirektionalen extrazellulären Elektronenübertragung fähig sind. Beispiele sind Arten von Geobacter, Shewanella und Desulfurivibrio alkaliphilus.

### Nutzung weitere Verbindungen
Die Arten können auch lösliche Verbindungen, wie Fe(III)-Citrat, sowie  Anthrachinon-2,6-Disulfonat (englisch "anthraquinone-2,6-disulfonate", AQDS), Trimethylamin und Stickstoffoxide nutzen. Des Weiteren sind Arten in der Lage Selen (Se) und Chrom (Cr) zu nutzen. Geoalkalibacter-Spezies können Selen als Elektronenakzeptor in ihren Stoffwechselprozessen nutzen. Diese Fähigkeit ist für biologische Sanierungsmaßnahmen in mit Selen kontaminierten Umgebungen von Bedeutung.
In ähnlicher Weise kann auch Chrom (Cr) als Elektronenakzeptor für Geoalkalibacter dienen. Die Bakterien können Cr(VI) zu Cr(III) reduzieren, das weniger toxisch und stabiler ist und somit eine Rolle bei der Entgiftung von Chrom in kontaminierten Bereichen spielen.

### Chemolithoautotrophes Wachstum
Geoalkalibacter ferrihydriticus kann auch chemolithoautotroph gedeihen. Chemolithotroph bedeutet, dass sie Metalle oxidieren und keine organischen Substrate zur Energiekonservierung oder Aufbau von Zellmasse benötigen. Chemoorganotrophe Bakterien benötigen dem hingegen organische Stoffe zum Wachstum. Die Analyse des Genoms von G. ferrihydriticus ergab, dass die autotrophe CO2-Fixierung wahrscheinlich durch den reduktiven Zitronensäurezyklus erfolgt. Auch die Enzyme des Wood-Ljungdahl-Wegs sind in seinem Genom identifiziert.

Der reduktive Citratzyklus als Schema. Die Anzahl der Kohlenstoffatome einzelner Metobolite ist kenntlich gemacht.

### Fermentation
Geoalkalibacter-Arten können auch Energie durch Gärung gewinnen. Sie nutzen Maltose (Geoalkalibacter ferrihydriticus und G. halelectricus) oder Xylose (G. subterraneus), während andere Kohlenhydrate und Peptide nicht verwertet werden.

## Ökologie
Die Bakterien kommen in Seen mit hohen pH-Werten (alkalische Seen) und hohen Salzgehalten vor. Geoalkalibacter subterraneus wurde aus einer Öllagerstätte isoliert. Haloalkische Seen haben einen hohen Salzgehalt und hohe pH-Werte. So sind G. ferrihydriticus und G. halelectricus sind alkaliphil mit tolerierten pH-Werten im Bereich von 6,5 bis 11,5 und optimalen Wachstum bei pH 8,7–9,5. G. subterraneus ist ein alkalitolerantes Bakterium, dessen tolerierter pH-Bereich bei 6,0–9,0 liegt. Solche hohen pH-Werte liegen z. B. in Sodaseen vor. Bis zur Isolation von Geoalkalibacter waren die bisher bekannten Eisenatmer überwiegend aus gemäßigter Umwelt mit neutralen pH-Werten bekannt. Es wurden auch schon einige Eisenreduzierer aus Bergwerksabwässern mit saurem Milieu entdeckt. Die Reduktion von Eisenoxiden unter alkalischen Bedingungen wurde lange angezweifelt, da Fe(III) unter solchen Bedingungen als wenig mobil gilt. Geoalkalibacter sp. war somit eine interessante neue Entdeckung.
Die Arten spielen eine Rolle in biogeochemischen Zyklen von Eisen, Mangan, Schwefel und Kohlenstoff.
Geoalkalibacter ferrihydriticus beeinflusst die biologische Verwitterung eisenhaltiger Schichtsilikate. Es wurde gezeigt, das G. ferrihydriticus zusammen mit der Art Clostridium alkalicellulosi aus den Mineralien Biotit und Glaukonit die Elemente Silizium und Eisen freisetzen. Die bakterielle anaerobe Oxidation von eisenhaltigem Verbindungen mit Karbonat als Elektronendonator könnte in der geologischen Vergangenheit eine bedeutende Rolle für die Bildung von "gebänderte Eisenformationen" (englisch "Banded Iron Formation", BIF) gespielt haben.
Das Verständnis, wie diese Mikroorganismen Elektronen auf die Umwelt übertragen oder von der Umwelt aufnehmen, ist von Interessen für die Energiegewinnung und die Umweltsanierung.

## Systematik
Die Gattung zählt seit 2009 zu der Familie Desulfuromonadaceae. Zuvor wurden sie zu den Geobacteraceae gestellt.
Zu der Gattung zählen folgende Arten (Stand Januar 2025):.
- Geoalkalibacter ferrihydriticus Zavarzina et al. 2007
- "Geoalkalibacter halelectricus" Yadav et al. 2022
- Geoalkalibacter subterraneus Greene et al. 2009